# 500 Miles
Ej att förväxla med I'm Gonna Be (500 Miles) av The Proclaimers.
500 Miles, alternativt 500 Miles Away from Home, är en sång som anses komponerad av Hedy West. Låten blev populär i USA under det tidiga 1960-talets nyväckta intresse för amerikansk folkmusik och har spelats in av en stor mängd artister. Den inspelning som blev mest framgångsrik var en countryversion av Bobby Bare utgiven 1963. Låten var en stor hit i Nordamerika och Skandinavien runt årsskiftet 1963–1964.
Den första inspelade versionen brukar anges som The Journeymens inspelning från 1961. 1962 spelades den in av The Kingston Trio. Senare spelades den också in av artister som Lonnie Donegan, Jackie DeShannon, Sonny & Cher, Johnny Rivers, Glen Campbell och Rosanne Cash. Cash spelade in den till albumet The List då hennes far Johnny Cash tagit med den på sin lista över 100 definitiva countrysånger. The Hooters spelade in en ny version 1989 och lade till ytterligare text som handlade om Protesterna och massakern på Himmelska fridens torg.

## Listplaceringar, Bobby Bare
| Lista (1963-1964) | Position               |
| ----------------- | ---------------------- |
| Danmark           | 16 (DR "Top 20")       |
| Kanada            | 7 (CHUM Hit Parade)    |
| Norge             | 7 (VG-lista)           |
| Sverige           | 9 (Kvällstoppen)       |
| Sverige           | 5 (Tio i topp)         |
| USA               | 10 (Billboard Hot 100) |